# Ембер Радд
Ембер Радд (англ. Amber Rudd; нар. 1 серпня 1963, Лондон, Англія) — британська політик-консерватор, член парламенту з 2010 року і Міністр енергетики та зміни клімату в уряді Девіда Кемерона (2015—2016).

## Біографія
Після закінчення Единбурзького університету зі ступенем в історії, Радд працювала у сфері інвестиційного банкінгу у Лондоні і Нью-Йорку, перш ніж перейти до венчурного капіталу. Потім вона створила незалежний бізнес і писала для фінансових видань. У 2005 році Радд намагалась стати членом парламенту, але зайняла лише третє місце.
Вона працювала парламентським секретарем Канцлера скарбниці Джорджа Осборна з 2012 по 2013 рік і помічником парламентського організатора з жовтня 2013 року. З липня 2014 по травень 2015 вона була парламентським заступником Міністра енергетики та зміни клімату.
Радд живе у Гастінгсі. Одружена, має двох дітей.